# Катеринівська сільська рада (Володарсько-Волинський район)
Катеринівська сільська рада — колишня адміністративно-територіальна одиниця та орган місцевого самоврядування у Володарсько-Волинському (Кутузівському, Володарському) районі Коростенської й Волинської округ, Київської та Житомирської областей Української РСР з адміністративним центром у селі Катеринівка.

## Населені пункти
Сільській раді на час ліквідації були підпорядковані населені пункти:
- с. Гайки
- с. Катеринівка

## Населення
Кількість населення ради, станом на 1923 рік, становила 1 347 осіб, кількість дворів — 185.

## Історія та адміністративний устрій
Створена 1923 року в складі сіл Гайки, Катеринівка, колоній Шадура та Юліанівка Кутузівської волості Житомирського повіту Волинської губернії. 7 березня 1923 року увійшла до складу новоствореного Кутузівського (згодом — Володарський, Володарсько-Волинський) району Коростенської округи. 18 грудня 1928 року кол. Шадура передано до складу Писарівської сільської ради Володарського району. Станом на 1 жовтня 1941 року кол. Юліанівка не перебуває на обліку населених пунктів.
Станом на 1 вересня 1946 року сільська рада входила до складу Володарсько-Волинського району Житомирської області, на обліку в раді перебували села Гайки та Катеринівка.
Ліквідована 11 серпня 1954 року, відповідно до указу Президії Верховної ради Української РСР «Про укрупнення сільських рад по Житомирській області», територію та населені пункти приєднано до складу Будо-Рижанської сільської ради Володарсько-Волинського району Житомирської області.